# Periballia
Periballia là một chi thực vật có hoa trong họ Hòa thảo (Poaceae).

## Loài
Chi Periballia gồm các loài: